# Castiello (Villaviciosa)
Castiello (oficialmente en asturiano: Castiellu) es una parroquia española del concejo de Villaviciosa, en Asturias. Cuenta con una población de 354 habitantes (INE, 2020).
Está situada a 10 kilómetros de la capital del concejo, Villaviciosa. Limita al norte con la parroquia de Villaverde, al sur con la de Arroes, al oeste con la de Quintes y al este con la de San Justo.

## Localidades
La parroquia está formada por las siguientes poblaciones:
- Bárcena (Bárzana), barrio
- Bustiello (Bustiellu), barrio
- La Carbayera, casería
- La Florida (La Floría), casería
- Piñares (Los Piñares), casería
- Piñole, casería
- Torretejera (Torreteyera), lugar
- La Vega, lugar
- Venta las Ranas (Venta les Ranes), casería

## Demografía
| Gráfica de evolución demográfica de Castiello entre 2000 y 2020    |
|                                                                    |
| Población de derecho (2000-2020) según el padrón municipal del INE |